# Rajd Dolnośląski 1973
17. Rajd Dolnośląski – 17. edycja Rajdu Dolnośląskiego. Był to rajd samochodowy rozgrywany od 18 do 20 maja 1973 roku. Była to druga runda Rajdowych Samochodowych Mistrzostw Polski w roku 1973. Rajd składał się z dwunastu odcinków specjalnych, jednej próby szybkości górskiej i jednej próby zwrotności. Został rozegrany na nawierzchni asfaltowej. Zwycięzcą rajdu został Sobiesław Zasada.

## Wyniki końcowe rajdu[1][2]
| Miejsce | Kierowca            | Pilot                | Samochód              | Czas    | Strata | Grupa Klasa |
| ------- | ------------------- | -------------------- | --------------------- | ------- | ------ | ----------- |
| 1       | Sobiesław Zasada    | Ewa Zasada           | Porsche Carrera RS    | 1:34:43 | -      | III/9-13    |
| 2       | Adam Smorawiński    | Ryszard Żyszkowski   | Porsche Carrera RS    | 1:43:12 | +8:29  | III/9-13    |
| 3       | Lelio Lattari       | Jacek Różański       | Alfa Romeo 2000 GTV   | 1:48:15 | +13:33 | I/9-13      |
| 4       | Janusz Książkiewicz | Julian Ochrymowicz   | Polski Fiat 125p 1500 | 2:07:05 | +32:22 | I/8         |
| 5       | Henryk Mandera      | Grzegorz Chmielewski | Wartburg 353          | 2:11:51 | +37:08 | II/5-6      |
| 6       | Henryk Ziemski      | Wiesław Grabarczyk   | Polski Fiat 125p 1300 | 2:15:26 | +40:43 | I/7         |
| 7       | Henryk Kaczmarczyk  | Jerzy Sobczyk        | Polski Fiat 125p 1500 | 2:17:17 | +42:34 | II/8        |
| 8       | Adam Masłowiec      | Konrad Rutkowski     | FSM Syrena 105        | 2:17:55 | +43:12 | II/3-4      |
| 9       | Jerzy Kobyliński    | Andrzej Żmuda        | Polski Fiat 125p 1300 | 2:28:54 | +54:11 | I/7         |
| 10      | Krystian Bielowski  | Zenon Keller         | Polski Fiat 125p 1300 | 2:33:59 | +59:16 | I/7         |